# 六尺給米
六尺給米（ろくしゃくきゅうまい）とは、江戸幕府が直轄領（天領）及び御三卿領に対して賦課した付加税で高掛三役の1つ。

## 概要
六尺（陸尺）とは、武家のもとで雑用を行う下働きを指し、江戸幕府の場合には江戸城内において雑用を行う者を指していた。本項に登場する六尺とはそのうちの台所を担当していた者を指す。台所の六尺は当初、百姓役として農民から徴発していたが、交代制が円滑には機能せず、また徴発された農民の負担も大きかった。そのため、専門の日雇人夫を雇い入れ、その費用（給米）を農民に負担させる方式に変更され、享保6年（1721年）以後、日本全国の幕府直轄領（御三卿成立後は御三卿領にも）に対して一律の賦課をかける方法が採用された。
前述の通り、当初は雇い入れた人数に応じて賦課をかけたために賦課額は一定ではなかったが、享保6年（1721年）以後、経費総額より算定した全国の幕府直轄領に対して村高100石あたり米2斗を村ごとに賦課し、本年貢とともに納付させた。原則的には米納であったが、金納をもって代えることもあった。なお、既に助郷その他既存の夫役が存在していた村に対しては徴収を免除された。また、宝暦6年（1756年）以後は、5割以上の損害を受けた凶作の地域に対しては免除されることとなった。

## 参考
- 夫米